# Great Abington
Great Abington is een civil parish in het bestuurlijke gebied South Cambridgeshire, in het Engelse graafschap Cambridgeshire. In 2001 telde het civil parish 854 inwoners.
Great Abington vormt samen met het naburige dorp Little Abington The Abingtons. De dorpen liggen zeven kilometer ten zuidoosten van Cambridge.